# 최적성 이론
최적성 이론 (Optimality Theory , 줄여서 OT)은 1993년 언어학자 알란 프린스와 폴 스몰렌스키가 제안한 언어학적 모델이다. 이 이론은 나중에 존 매카시와 알란 프린스에 의해 확장되어 왔다. 주로 음운론(OT와 처음 연결된 분야)에서 이 이론에 대한 관심이 많지만, 또한 다른 하위 분야의 언어학에 적용될 수 있다. (이를테면 통사론, 의미론) 최적성 이론은 보통 보편의 원칙, 언어 유형학, 언어 인지에 대한 탐구의 관심을 서로 나누는 생성문법의 개발로 여겨지기도 한다.
이 이론은  인공 신경망 연구에 기반을 두고 있기 때문에 종종 언어의 연결주의 이론이라고 불린다.  이 이론은 1990년에 제기된 조화문법의 이론을 계승한다.

## 세 가지 요소
이 이론에는 다음과 같은 세 가지 요소가 있다.
- 생성부(Generator, GEN): 가능한 출력형이나 출력형 후보들을 생성한다. 주어진 입력형이 무엇이든지 일단 생성부를 거치게 되면 무한한 수의 후보가 생기게 되는 것이 특징이다.
- 제약(Constraint, CON):  최적성 이론의 핵심이라 할 수 있는 부분이다.  제약은 위반할 수 있지만 최소의 것이어야 한다.
- 평가부(Evaluator, EVAL): 후보들 중에서 최적의 후보를 고른 뒤 출력형으로 한다.

최적성 이론은 이러한 위의 세 가지 요소들이 보편적이라고 가정한다.  문법에서의 차이는 보편적인 제약(CON)의 다른 순위를 나타낸다.  언어 습득은 이러한 제약의 순위 조절 체계로 설명될 수 있다.

### 생성부(입력형): 후보 집단
최적성 이론은 입력형에서 언어의 특정한 제한은 없다고 제안한다.  이것을 어기의 풍부성이라고 한다.  모든 문법은 모든 가능한 입력을 다룰 수 있다.  예를 들면, 자음군이 없는 언어는 /flask/같은 입력을 다룰 수 있어야 한다.  자음군이 없는 언어는 이러한 문제를 어떻게 해결하느냐에 따라 다르다.  어떤 경우는 삽입현상이 나타나고 또 다른 경우는 삭제현상이 나타나기 때문이다.  어떠한 입력이 주어진다면, 생성부는 무수한 수의 후보들이나 그 입력의 가능한 결과를 나타낸다.  언어의 문법(제약 등급)은 무수한 후보들이 평가부에 의한 최적의 평가가 되는 것을 결정한다.

### 제약: 제약 집단
최적성 이론에서, 모든 제약은 광범위하다.  이러한 제약은 모든 언어에 통용된다.  제약에는 두 가지 종류가 있는데, 충실성 제약(Faithfulness Constraint)과 유표적 제약(Markedness Constraint)이다.  충실성 제약은 관찰된 표면형(출력)은 몇 가지 특정한 방법으로 기저형 또는 어형(입력)과 조화한다고 규정한다. 그것은, 이러한 제역은 입력과 출력의 동일함을 규정한다는 것을 말한다.  유표적 제약은 출력의 구조적인 적정 형식에서 필요조건을 부과한다.  둘 다 이 이론의 결정적인 역할을 맡는다.  충실성 제약은 몇몇 무표적인 형태(예를 들면 [ba]같은)에서 현실화 된 것에서 모든 입력을 회피하며, 유표적인 제약은 변화의 동기를 부여한다.
제약의 보편적인 성질은 언어 유형학에 관한 중간 예측으로 발전한다.  만일 문법이 오직 제약의 다른 순위를 가지기 때문에 다르다면, 가능한 인간 언어는 존재하는 제약에 의해 결정된다.  최적성 이론은 제약 순위의 변경이 있는 것보다는 문법으로 될 수 없다고 예측한다.  가능한 순위의 수는 일정한 조건을 일으키는 "계승 유형론"의 한 예로서 제약의 총 수의 계승 (수학)과 동등하다.  그러나 모든 제약이 모든 언어에서 주목할만한 영향을 보증되지는 않기 때문에 모든 잠재적인 문법을 구분하는 것은 불가능할 것이다.  두 개의 언어는 입출력 사상의 같은 범위를 생성하는 것은 가능했지만, 가장 낮게 책정된 두 개의 제약과 관련된 순위에서는 달리한다.

### 평가부: 최적 정의
후보 A와 B가 있을 때, A가 B보다 위반이 적으면 제약에서 A는 B보다 우수하다.  A와 B를 구분하여, A가 가장 높게 집계된 제약의 위반이 적다면 전체 제약 계층에서 A는 B보다 낫다.  제약 계층에서 다른 모든 후보들보다 우수하면, A는 후보 집단에서 최적이다.
예를 들어 제약 C1과 C2, 그리고 C3가 주어졌다. 제약 순위를 말하자면, C2가 C3보다 순위가 높고, C2는 C1보다 더 순위가 높다(C1 >> C2 >> C3)고 가정해 본다.  이 경우 위반의 다른 수를 선정하는 높은 제약 순위에서 후보 A가 B보다 높은 경우 A는 최적이다.  만일 후보 A가 제약 C2에서 B보다 위반하는 수가 적지만, 제약 C1에서 B와 위반하는 수가 같을 경우, A가 제약 C3에서 B보다 수백 개의 위반이 있더라도, A가 최적이다.  이러한 비교는 tableau라고 불리는 도표에서 나타난다.  가리키는 손가락(☞)은 최적의 후보를 표시하고, 각각의 칸은 주어진 후보와 제약의 위반의 수를 표시한다.  한 후보가 순위가 높은 제약에서 다른 후보보다 위반이 많다면, 결정적인 위반(도표에 느낌표(!)를 표시한다.)을 초래한다.  이 경우, 그 후보는 다른 후보들 중에서 뛰어나더라도, 최적으로 표시할 방법이 없다.
|    | C1 | C2  | C3  |
| -- | -- | --- | --- |
| ☞A | *  | *   | *** |
| B  | *  | **! |     |

제약은 엄격 지배(strict domination)의 위계에서 등급이 매겨진다.  엄격 지배의 엄격함(strictness of strict domination)은 높은 순위의 제약에서만 위반하는 후보는, 그 다음 후보가 다른 낮은 순위의 후보보다 더 안좋게 되더라도, 높은 순위의 제약에서만 위반하지 않은 다른 후보들보다 위계에서 더 나빠진다는 것을 의미한다.  또한 엄격 지배의 엄격함(strictness of strict domination)이라는 말은, 제약은 깨질 수 있다는 것을 의미하기도 한다.  왜냐하면, 최적의 후보는 모든 제약을 만족시킬 필요가 없기 때문이다.  언어의 범위내에서, 제약은 항상 준수할 정도로 높게, 아니면 중간 정도로 집계될 것이다.  "무표적 출현(the emergence of the unmarked)" 기간은 유표적 제약은 중간 집계로 되어 있고 몇몇 형태에서 위반을 하나, 그래도 높게 집계된 제약이 무의미할 때 주목할만한 영향이 있다는 상황을 설명한다.
초기의 예는 존 매카시와 알란 프린스의 1994년에 행했던 연구에서 언급되는 "자음에서 끝나는 것에서 온 음절을 금지하는 말음이 없는(NoCoda) 제약"에 의해 제안되었다.  바랑가오어에서, 음절말음이 없는 것은 taynan (말음 /n/의 삭제를 방지하는 입력으로서의 충실성)과 같이 핵심인증으로서 항상 준수할 정도로 높은 순위에 책정되지 않는다.  그러나 첩어 형태인 '여러차례 뒤로 남겨지는(repeatedly be left behind)'ma-tayna-taynan에서, 말음 /n/ 복제되지 않는다. 매카시와 프린스의 분석에서, 이것은 왜냐하면 입력에서의 충실성은 첩어 요소로 적용되지 않고, 말음이 없는(NoCoda) 경우는 따라서 ma-taynan-taynan(말음이 없는 것을 위반하는 추가적인 요소)을 넘어서 ma-tayna-taynan를 제기하는 데서 자유롭다.  제약은 또한 깨뜨릴 수 있다. 최적의 후보는 어떠한 제약에서 그보다 더 나은 다른 경쟁 후보에게 만큼 제약을 만족시킬 필요가 없기 때문에 최적의 제약이 다른 것보다 더 높게 책정되는 경우가 있다.
프린스 같은 몇몇 최적성 이론을 연구하는 사람들은 비교 도표(comparative tableaux)를 사용할 것을 제기한다. 비교 도표는 기존의 것이나 '결점(flyspeck)'도표 로서의 같은 정보를 보여주나 정보는 가장 결정적인 것을 두드러지게 표시될 수 있다.  그러한 도표는 아래와 같다.
|       | C1 | C2 | C3 |
| ----- | -- | -- | -- |
| A ~ B | e  | W  | L  |

비교 도표에서 각각의 열은 각각의 후보보다는 승자와 패자의 쌍(the winner-loser pairs)을 표시한다.  제약이 승자와 패자의 쌍을 평가하는 칸에서, 종렬에서의 제약이 승자가 유리한 경우는 W를, 패자가 유리한 경우를 나타낼 때는 L로 표기한다.  또한, e는 제약이 한 쌍간에 차이가 없을 때에 표기한다.  이런 방법으로 자료를 나태내는 것은 일반화를 만드는 것을 쉽게 되게 한다.  예를 들어, 일관된 집계를 위해서 몇몇 W는 모든 L을 반드시 지배해야 한다. 브라소보누와 프린스의 2005년 연구에서는 융합과 비교 도표에서의 주어진 논쟁에서 필요충분조건을 성취하기 위한 자료를 나타내는 다양한 방법으로서 알려진 체계를 기술한다.

## 예시
간략한 예로, 영어의 복수형을 보도록 하겠다.:
/cat + z/ → [cats] (smirks, hits, crepes 같은 것도 해당.)
/dog + z/ → [dogz] (wugs, clubs, moms 같은 것도 해당.)
/dish + z/ → [dishiz] (classes, glasses, bushes 같은 것도 해당.)
또한 다음과 같은 지배의 내림 구조의 제약들을 보도록 하겠다.:
M: *SS - 출력형의 인접한 치찰음의 모든 짝에서의 위반
M: Agree(Voi) - 유성음에서 불일치한 출력형의 인접한 장애음의 모든 짝에서의 위반
F: Ident(Voi) - 입력형과 출력형 사이의 유성음에서 다른 각각의 분절음에서의 위반
F: Max - 출력형에서 나타나지 않은 입력형에서 다른 각각의 분절음에서의 위반(삭제)
F: Dep - 입력형에서 나타나지 않은 출력형에서 다른 각각의 분절음에서의 위반(삽입)
(M: 유표성 제약, F: 충실설 제약)
| dish + z | *SS | Agree | Max | Dep | Ident |
| -------- | --- | ----- | --- | --- | ----- |
| ☞ dishiz |     |       |     | *   |       |
| dishis   |     |       |     | *   | *!    |
| dishz    | *!  | *     |     |     |       |
| dish     |     |       | *!  |     |       |
| dishs    | *!  |       |     |     | *     |

| dog + z | *SS | Agree | Max | Dep | Ident |
| ------- | --- | ----- | --- | --- | ----- |
| dogiz   |     |       |     | *!  |       |
| dogis   |     |       |     | *!  | *     |
| ☞ dogz  |     |       |     |     |       |
| dog     |     |       | *!  |     |       |
| dogs    |     | *!    |     |     | *     |

| cat + z | *SS | Agree | Max | Dep | Ident |
| ------- | --- | ----- | --- | --- | ----- |
| catiz   |     |       |     | *!  |       |
| catis   |     |       |     | *!  | *     |
| catz    |     | *!    |     |     |       |
| cat     |     |       | *!  |     |       |
| ☞ cats  |     |       |     |     | *     |

제약이 아무리 다시 정리가 되더라도, 'is'라는 이형태는 항상 'iz'로 될 것이다.  예를 들면, 'dogis'가 최적이 되는 제약을 다시 정렬을 할 방법이 없다.  이것을 '조화적 경계(harmonic bounding)'라고 한다.  위반은 후보 'dogiz'가 'dogis'에 의해 초래된 위반의 부분집합이라는 것에 의해 초래된다. 엄밀히 말하면, 모음을 삽입하면, 형태소의 유성음을 변화하는 것은 제약의 불필요한 위반이다.  dog + z도표에는, 어떠한 위반도 전혀 초래하지 않은 후보 'dogz'가 있다.  문제의  제약 집단의 범위내에서, 'dogz'는 조화적으로 모든 다른 가능한 후보들을 나타낸다.  이는, 후보는 다른 후보를 조화적으로 나타내기 위해 최적이 되는 것이 필요없다는 것을 보여준다.
위의 도표는 아래의 비교 도표 형태를 사용하는 것으로 반복된다.
| dog + z      | *SS | Agree | Max | Dep | Ident |
| ------------ | --- | ----- | --- | --- | ----- |
| dogz ~ dogiz | e   | e     | e   | W   | e     |
| dogz ~ dogis | e   | e     | e   | W   | W     |
| dogz ~ dog   | e   | e     | W   | e   | e     |
| dogz ~ dogs  | e   | W     | e   | e   | W     |

위의 dog + z 도표에서, 이러한 제약의 어떠한 순위라도 관찰된 출력형 dogz로 생성된다는 것을 관찰할 수 있다.  패자로 선호된(loser-preferring) 어떠한 비교도 없기 때문에, 이러한 제약들의 어떠한 순위에서도 dogz는 최적으로 된다.  이는 어떠한 순위도 입력형에 기초해서 평가될 수 없다는 것을 의미한다.
| cat + z      | *SS | Agree | Max | Dep | Ident |
| ------------ | --- | ----- | --- | --- | ----- |
| cats ~ catiz | e   | e     | e   | W   | L     |
| cats ~ catis | e   | e     | e   | W   | e     |
| cats ~ catz  | e   | W     | e   | e   | L     |
| cats ~ cat   | e   | e     | W   | e   | L     |

cat + z 도표는 하나의 W와 하나의 L을 가진 열을 포함한다.  이는 제약 Agree, 제약 Max, 그리고 제약 Dep 모두 반드시 제약 Ident를 지배한다는 것을 보여준다.  그러나, 어떤 서열도 입력형에 기인한 이러한 제약에서 평가될 수  수 없다.  이 도표에 기인하여, 다음이 같은 서열이 집계되었다.:
```
   
Agree, Max, Dep >> Ident
```

| dish + z        | *SS | Agree | Max | Dep | Ident |
| --------------- | --- | ----- | --- | --- | ----- |
| dishiz ~ dishis | e   | e     | e   | e   | W     |
| dishiz ~ dishz  | W   | W     | e   | L   | e     |
| dishiz ~ dish   | e   | e     | W   | L   | e     |
| dishiz ~ dishs  | W   | e     | e   | L   | W     |

이 도표는 상당수의 서열은 원하는 출력형을 예상하기 위해 없어서는 안된다는 것을 보여준다.  첫 번째 열은 아무것도 말을 하지 않는다.  즉, 첫 번째 열에는 패자로 선호된(loser-preferring) 어떠한 비교도 없다는 것이다.  두 번째 열은 후보 fishiz 와 후보 fishz와의 비교에 기인하여, 제약 *SS나 제약 Agree나 반드시 제약 Dep를 지배한 다는 것을 드러낸다.  세 번째 열은 제약 Max는 반드시 제약 Dep를 지배한다는 것을 보여준다.  마지막 열은 제약 *SS나 제약 Ident는 반드시 제약 Dep를 지배한다는 것을 보여준다.  cat + z 도표에서, 제약 Dep은 제약 Ident를 지배한다는 것이 평가되었다.  즉, 제약 *SS는 제약 Dep을 반드시 지배한다.
지금까지, 다음과 같은 서열이 필요하다는 것을 보여주었다.:
```
    
*SS, Max >> Dep >> Ident
```

제약 Agree가 제약 Dep을 지배한다는 것이 가능하다는 것을 하더라도 필연적이다.  즉, 위의 서열은 나타나기 위한 후보 fishiz에서 관찰되는데 충분하다.
도표들의 서열을 종합할 때, 다음과 같이 요약할 수 있다.:
```
   
*SS, Max >> Agree, Dep >> Ident

                     or
   
*SS, Max, Agree >> Dep >> Ident
```

선형적으로 서열을 적을 때 제약 Agree를 놓을 두 가지의 가능한 공간이 있다.  즉, 진짜 한치의 오차가 없는 것은 아니다.  첫 번째는 제약 *SS와 제약 Max는 제약 Agree를 반드시 지배하고 두 번째는 제약 Agree가 제약 Dep를 반드시 지배한다는 것을 포함한다.  이러한 것들이 선형 방식에서 서열을 상세히 쓰는 것에서의 하강에서 사실적인 것은 아니다.  이 문제의 요소들은 대부분의 언어학자들이 필요하고 충분한 서열을 나타내는 데 격자 그래프를 이용하는 이유이다.  그 그래프는 하세 도표 형식으로 제약의 필요한 서열을 나타낸다.

## 비판
최적성 이론은 통사론이나 다른 분야들보다 음운론에서 많은 비판을 불러왔다.
최적성 이론을 제안한 이들에 따르면, 많은 비판론자들은 이 이론이 어떻게 일으키는지에 대한 기본적인 오해에서 기초한다.  잘 알려진 예는 촘스키가 1995년에 주장한 것인데, 최적성 이론은 하나의 최상 음절로 줄어드는 모든 어휘적 입력형을 예상 할 것이라는 주장이다.  사실상, 이러한 종류의 보편적인 중화(neutralization)는 충실성 제약이 없다면 단지 예상되는 것이었다.  어떤 점에서는, 아주 비판적인 반대 성질은 "모든 언어에서의 음운론적인 존재는 충실성은 잘하지 않고도 할 수 있는 효과가 없는 원리라는 것을 보여준다." 라고 말하는 할레의 1995년 연구에서 온 것이다.  '음운론'으로, 할레는 입력형과 출력형에서 불일치를 명확하게 의미하였다.  프린스의 2007년도 연구에 의하면, 최적성 이론은 유표성 제약이 없다면 이러한 불일치를 예상을 하지 못할 것이라고 하였다.  입출력형 불일치는 정상적으로 유표성 제약의 결과는 충실성 제약을 넘어서는 서열(M >> F)로 집계될 것이라고 하였다.
최적성 이론에서의 다른 반대 이론은 반증 가능성이 있는 예상을 이루지 못한다는 점에서 전문적인 이론은 아니라는 문제 제기이다.  이 논쟁의 근원은 용어학이다.  즉, '이론(theory)'이라는 용어는 물리학이나 화학, 아니면 다른 과학에서보다 용어학에서 다르게 사용되었다.  최적성 이론에서의 특정한 증명은 다른 언어 틀이 할 수 있는 범위에서의 특정한 제안과 같은 방법으로 반증 가능성이 있는 예상을 만들 것이다.  예상이 만들어지고, 분석 가능한 것은 개별 제안의 특성에 달려 있다.  따라서 최적성 이론은 과학적인 페러다임으로서 틀이 잘 설명된 것이다.
윌리엄 이드살디의 2000년 연구에 의하면, 최적성 이론에서의 더욱 중요한 반대 의견은 음운론적 불투명에서 묘사할 수 없다는 문제 제기이다.  파생적인 음운론 영향은 표면 단계가 아닌 '불투명(opaque)' 규칙순에서 해석될 수 있는 것에서 설명될 수 없다고 보인다.  그러나 작용하는 규칙에서 중간 단계가 없는 최적성 이론에서 이러한 영향은 설명하기 어렵다.
캐나다의 퀘벡에서 사용되는 프랑스어를 예로 들면,  전설고모음은 /t/의 파찰음을 유발하나, 표면 단계에서 확인할 수 있는 고모음 상실 현상은 식별할 수 있는 근원이 없이 파찰 현상을 남긴다.  파생적인 음운론에서는 이러한 현상을 모음 소실(vowel syncope)이 된 역출혈(counterbleeding) 파찰음 현상으로 인한 것이라고 설명할 수 있다.  이것은, 모음 소실 발생과 출혈(bleeding)을 대신하여, 파찰음은 모음 소실현상 전에 적용되며, 그러므로 고모음은 제거되고 파찰음을 유발하는 환경은 없어질 수 있다고 말할 수 있다.  그러한 역출혈(counterbleeding)규칙순은 표면 단계에서 영향을 보이지 않기 때문에 불투명 조건이다.
이러한 현상의 불투명은 중간 단계가 접근할 수 없기 때문에 최적성 이론에서의 직접적인 설명이 없다는 것을 발견한다.  몇몇 제안은 그러한 것을 설명하는 목적을 품지만, 대부분의 제안은 최적성 이론의 기초적인 양식을 두드러지게 변경하고, 따라서 높게 논쟁하기 쉽다.  종종, 그같은 변경은 새로운 제약의 형태를 추가하거나 생성부나 평가부의 고유의 특징을 변경한다.  잘 알려진 그러한 예들 중 몇몇은 존 매카시의 공감 이론과 후보 연쇄 이론을 포함하고 다른 것들도 많이 있다.
관련된 논쟁은 순환적인 연쇄 체계(chain shift)의 존재이다.  예를 들면, 입력형 /X/는 출력형 [Y]로 측정되나, 입력형 /Y/는 출력형 [X]로 측정된다.  엘리엇 모어톤의 2004년 연구나 알란 프린스의 2007년 연구에서 나온 것처럼, 최적성 이론의 많은 설명은 이러한 것이 불가능하다고 예측한다. 이러한 종류의 형태가 자연 언어를 발생하는지 않는지에 대해서는 확실하지가 않다.
최적성 이론은 언어 생산이나 인지에서 불가능한 방식이 되는 것에서도 비판받았다. 가능한 후보의 무한한 수를 평가하고 비교하는 것은 처리하는 데에 끝도 없이 긴 시간이 소요될 것이다.  윌리엄 이드살디의 2006년 연구에서는, 안드레아 코르나이나 제프리 헤인즈, 그레그 코벨, 그리고 제이슨 리글과 같은 다른 언어학자들이 이러한 문제 제기에 대해 그가 제약 집단과 후보에 관한 이유없는 가설을 만들어 내고 최적성 이론에서의 적당한 증명이 표시하지 않는다고 바로 논쟁을 걸었음에도 불구, 이러한 처리에 대해 논쟁하였다.  최적성 이론에서 또 다른 반박은 틀이 단순히 구상적이라는 것이다.  이러한 관점에서, 최적성 이론은 언어능력(linguistic competence)의 표본으로 간주되지, 언어수행(linguistic performance)의 특징으로 설명되지는 않는다.

## 최적성 이론 범위내의 이론
실제로, 최적성 이론의 완성은 종종 음절이론(Syllable theory)이나, 운율 이론(Moraic theory), 아니면 자질 기하학(Feature Geometry)과 같은 관련된 이론에서 나타낸다.  이러한 이론들과 대조적으로, 잠재적 충실성 이론(positional faithfulness theory)이나 조화 이론(Correspondence Theory), 그리고 공감 이론(Sympathy Theory)과 같은 최적성 이론 범위내에서 완전히 제안된 보조 이론과 배우기 쉬운 몇몇 이론이 있다.  또한 최적성 이론에 관한 명확한 이론의 범위가 있다.  이러한 것은 제약의 가능한 공식화와 정밀한 지배와 다른 제약 상호작용과 같은 논쟁과 관련이 있다.

## 참고 문헌
- 전상범 (2004). 음운론. 서울:서울대학교 출판부
- Brasoveanu, Adrian, and Alan Prince (2005). Ranking & Necessity. ROA-794.
- Chomsky (1995). The Minimalist Program. Cambridge, MA: The MIT Press.
- Dresher, Bezalel Elan (1996): The Rise of Optimality Theory in First Century Palestine 보관됨 2009-06-18 - 웨이백 머신. GLOT International 2, 1/2, January/February 1996, page 8 (a humorous introduction for novices)
- Halle, Morris (1995). Feature Geometry and Feature Spreading. Linguistic Inquiry 26, 1-46.
- Heinz, Jeffrey, Greg Kobele, and Jason Riggle (forthcoming). Evaluating the Complexity of Optimality Theory. Linguistic Inquiry.
- Idsardi, William J. (2006). A Simple Proof that Optimality Theory is Computationally Intractable[깨진 링크(과거 내용 찾기)].  Linguistic Inquiry 37:271-275.
- Idsardi, William J. (2000). Clarifying opacity. The Linguistic Review 17:377-50.
- Kager, René (1999). Optimality Theory. Cambridge: Cambridge University Press.
- Kornai, Andras (2006). Is OT NP-hard?. ROA-838.
- Legendre, Géraldine, Jane Grimshaw and Sten Vikner. Optimality-theoretic syntax. MIT Press.
- McCarthy, John (2007). Hidden Generalizations: Phonological Opacity in Optimality Theory. London: Equinox.
- McCarthy, John (2001). A Thematic Guide to Optimality Theory. Cambridge: Cambridge University Press.
- McCarthy, John and Alan Prince (1993): Prosodic Morphology: Constraint Interaction and Satisfaction. Rutgers University Center for Cognitive Science Technical Report 3.
- McCarthy, John and Alan Prince (1994): The Emergence of the Unmarked: Optimality in Prosodic Morphology. Proceedings of NELS.
- McCarthy, John J. & Alan Prince. (1995). Faithfulness and reduplicative identity. In J. Beckman, L. W. Dickey, & S. Urbanczyk (Eds.), University of Massachusetts occasional papers in linguistics (Vol. 18, pp. 249–384). Amherst, MA: GLSA Publications.
- Moreton, Elliott (2004): Non-computable Functions in Optimality Theory. Ms. from 1999, published 2004 in John J. McCarthy (ed.), Optimality Theory in Phonology.
- Prince, Alan (2007). The Pursuit of Theory. In Paul de Lacy, ed., Cambridge Handbook of Phonology.
- Prince, Alan (2002). Entailed Ranking Arguments 보관됨 2008-10-04 - 웨이백 머신. ROA-500.
- Prince, Alan (2002).  Arguing Optimality. In Coetzee, Andries, Angela Carpenter and Paul de Lacy (eds). Papers in Optimality Theory II. GLSA, UMass. Amherst. ROA-536.
- Prince, Alan and Paul Smolensky. (1993/2002/2004): Optimality Theory: Constraint Interaction in Generative Grammar. Blackwell Publishers (2004) (2002). Technical Report, Rutgers University Center for Cognitive Science and Computer Science Department, University of Colorado at Boulder (1993).